# Abdeljalil Medioub
 (octobre 2020).
Abdeljalil Medioub (en arabe : عبد الجليل مديوب), né le 28 août 1997 à Marseille, est un footballeur international algérien qui évolue au poste de défenseur central au Club africain.

## Biographie
Abdeljalil Medioub, natif de Marseille a été formé à l'Olympique de Marseille. Il a pourtant commencé sa carrière au club de Montredon Bonneveine, et marqué ses premiers buts au stade Terrades. 
Rapidement repéré par l'OM, il a rejoint le club de la cité phocéenne encouragé par sa famille.

## Statistiques
| Saison                | Club                  | Championnat           | Championnat | Championnat | Championnat | Coupe(s) nationale(s) | Coupe(s) nationale(s) | Coupe(s) nationale(s) | Compétition(s) continentale(s) | Compétition(s) continentale(s) | Compétition(s) continentale(s) | Compétition(s) continentale(s) | Algérie | Algérie | Algérie | Total | Total | Total |
| Saison                | Club                  | Division              | M.          | B.          | P.d.        | M.                    | B.                    | P.d.                  | Comp.                          | M.                             | B.                             | P.d.                           | M.      | B.      | P.d.    | M.    | B.    | P.d.  |
| 2019                  | Dinamo Tbilissi       | Erovnuli Liga         | 19          | 1           | 0           | 1                     | 0                     | 0                     | C3                             | 2                              | 1                              | 0                              | -       | -       | -       | 22    | 2     | 0     |
| Sous-total            | Sous-total            | Sous-total            | 19          | 1           | 0           | 1                     | 0                     | 0                     | -                              | 2                              | 1                              | 0                              | -       | -       | -       | 22    | 2     | 0     |
| 2020-2021             | CD Tondela (prêt)     | Liga NOS              | 16          | 0           | 1           | 1                     | 0                     | 0                     | -                              | -                              | -                              | -                              | 1       | 0       | 0       | 18    | 0     | 1     |
| Sous-total            | Sous-total            | Sous-total            | 16          | 0           | 1           | 1                     | 0                     | 0                     | -                              | 0                              | 0                              | 0                              | 1       | 0       | 0       | 18    | 0     | 1     |
| 2021-2022             | Girondins de Bordeaux | Ligue 1               | 10          | 0           | 0           | 1                     | 1                     | 0                     | -                              | -                              | -                              | -                              | 0       | 0       | 0       | 11    | 1     | 0     |
| Sous-total            | Sous-total            | Sous-total            | 10          | 0           | 0           | 1                     | 1                     | 0                     | -                              | -                              | -                              | -                              | 0       | 0       | 0       | 11    | 1     | 0     |
| 2022-2023             | Aris Limassol         | 1                     | 4           | 0           | 0           | -                     | -                     | -                     | -                              | -                              | -                              | -                              | -       | -       | -       | 4     | 0     | 0     |
| Sous-total            | Sous-total            | Sous-total            | 4           | 0           | 0           | -                     | -                     | -                     | -                              | -                              | -                              | -                              | -       | -       | -       | 4     | 0     | 0     |
| Total sur la carrière | Total sur la carrière | Total sur la carrière | 49          | 1           | 1           | 3                     | 1                     | 0                     | -                              | 2                              | 1                              | 0                              | 1       | 0       | 0       | 55    | 3     | 1     |

## En sélection nationale
| Saison                | Sélection             | Phases finales        | Phases finales | Phases finales | Phases finales | Éliminatoires | Éliminatoires | Éliminatoires | Matchs amicaux | Matchs amicaux | Matchs amicaux | Total | Total | Total |
| Saison                | Sélection             | Compétition           | M              | B              | Pd             | M             | B             | Pd            | M              | B              | Pd             | M     | B     | Pd    |
| --------------------- | --------------------- | --------------------- | -------------- | -------------- | -------------- | ------------- | ------------- | ------------- | -------------- | -------------- | -------------- | ----- | ----- | ----- |
| 2020-2021             | Algérie               | -                     | -              | -              | -              | -             | -             | -             | 1              | 0              | 0              | 1     | 0     | 0     |
| 2021-2022             | Algérie               | CAN 2021              | -              | -              | -              | 0             | 0             | 0             | -              | -              | -              | 0     | 0     | 0     |
| Total sur la carrière | Total sur la carrière | Total sur la carrière | 0              | 0              | 0              | 0             | 0             | 0             | 1              | 0              | 0              | 1     | 0     | 0     |

### Matchs internationaux
Le tableau suivant liste les rencontres de l'équipe d'Algérie dans lesquelles Abdeljalil Medioub a été sélectionné depuis le 9 octobre 2020 jusqu'à présent.

## Palmarès
- Championnat de Géorgie de football 2019 (Dinamo Tbilissi).